# Stavern
Stavern es un municipio situado en el distrito de Emsland, en el Estado federado de Baja Sajonia (Alemania). Tiene una población estimada, a finales de 2020, de 1056 habitantes
Está ubicado a poca distancia al este de la frontera con Países Bajos y al norte de la del Estado de Renania del Norte-Westfalia.